# 1779
1779 (MDCCLXXIX) byl rok, který dle gregoriánského kalendáře započal pátkem.

## Události
- 14. února –  Na Havajských ostrovech byl při potyčce s domorodci zabit anglický mořeplavec James Cook.
- 21. dubna – V saském Görlitzi byla založena Hornolužická společnost věd.
- 13. května – Těšínským mírem byla ukončena válka o bavorské dědictví. Habsburská monarchie ve prospěch Pruska ztratila Kladsko a většinu území Slezska, naopak od Bavorska získala území Innviertel.
- Bylo založeno město Nashville v Tennessee.

### Probíhající události
- 1775–1783 – Americká válka za nezávislost
- 1776–1780 – Třetí plavba Jamese Cooka
- 1778–1779 – Válka o bavorské dědictví

## Narození

### Česko
- 21. března – Vojtěch Benedikt Juhn, malíř († 27. listopadu 1843)
- 14. srpna – Nehemias Trebitsch, moravsko-slezský zemský rabín († 4. července 1842)
- 29. prosince – Karel Kašpar Reitenberger, opat premonstrátského kláštera v Teplé († 21. března 1860)

### Svět

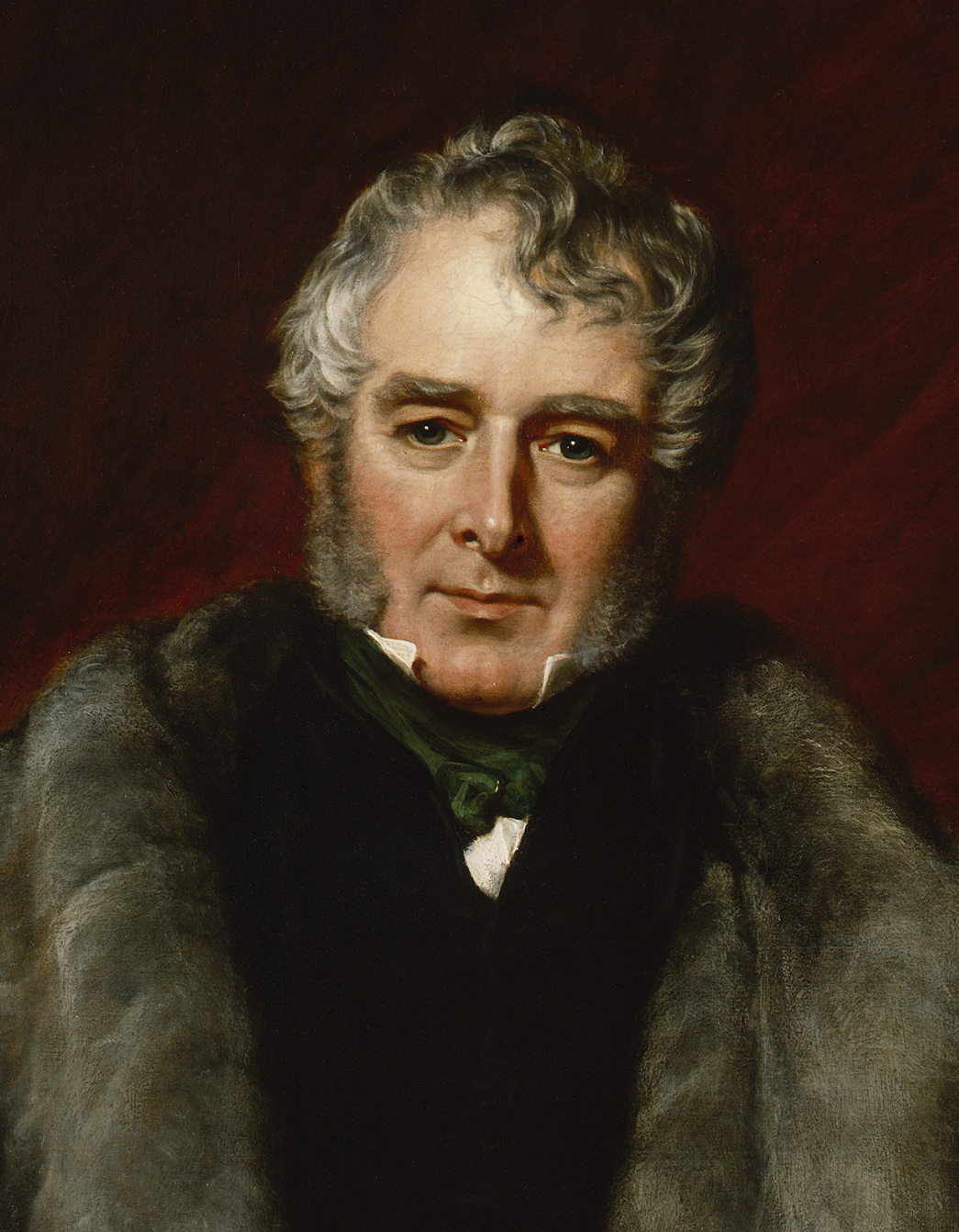
William Lamb (* 15. března)

- 2. ledna – Wilhelm von Benda, báňský inženýr a právník († (7. ledna 1860)
- 17. ledna – Marie Kristýna Neapolsko-Sicilská, neapolsko-sicilská princezna a manželka sardinského krále Karla Felixe († 11. března 1849)
- 18. ledna – Peter Roget, britský vědec († 12. září 1869)
- 21. ledna – Friedrich Carl von Savigny, německý právník († 25. října 1861)
- 24. ledna – Luisa Bádenská, ruská carevna, manželka Alexandra I. († 16. května 1826)
- 2. února – Marie Naryškina, milenka ruského cara Alexandra I. († 6. září 1854)
- 5. března – Benjamin Gompertz, anglický matematik († 14. června 1865)
- 6. března – Antoine-Henri Jomini, francouzský důstojník a vojenský teoretik († 24. března 1869)
- 15. března – William Lamb, britský státník († 24. listopadu 1848)
- 31. března – Georg Lankensperger, německý vynálezce († 11. července 1847)
- 28. května – Thomas Moore, anglický romantický básník († 25. února 1852)
- 3. června – Marie von Brühl, německá šlechtična, manželka Carla von Clausewitz († 28. ledna 1836)
- 30. června – Adam Müller, německý publicista, ekonom a politik († 17. ledna 1829)
- 1. srpna – Francis Scott Key, americký básník († 11. ledna 1843)
- 7. srpna – Carl Ritter, německý geograf († 28. září 1859)
- 12. srpna – Jiří Meklenbursko-Střelický, meklenbursko-střelický velkovévoda († 6. září 1860)
- 20. srpna – Jöns Jacob Berzelius, švédský chemik († 7. srpna 1848)
- 31. srpna – Antonín Viktor Habsbursko-Lotrinský, velmistr řádu německých rytířů († 2. dubna 1835)
- 8. září – Mustafa IV., turecký paša a sultán († 15. listopadu 1808)
- 4. října – Léopold Aimon, francouzský skladatel († 2. února 1866)
- 6. října – František IV. Modenský, modenský a reggijský vévoda († 21. ledna 1846)
- 19. listopadu – Luisa Šarlota Meklenbursko-Zvěřínská, dědičná sasko-gothajsko-altenburská princezna († 4. ledna 1801)

## Úmrtí

### Česko
- 31. března – Václav Viktor Morávek, sochař (* 5. září 1715)

### Svět

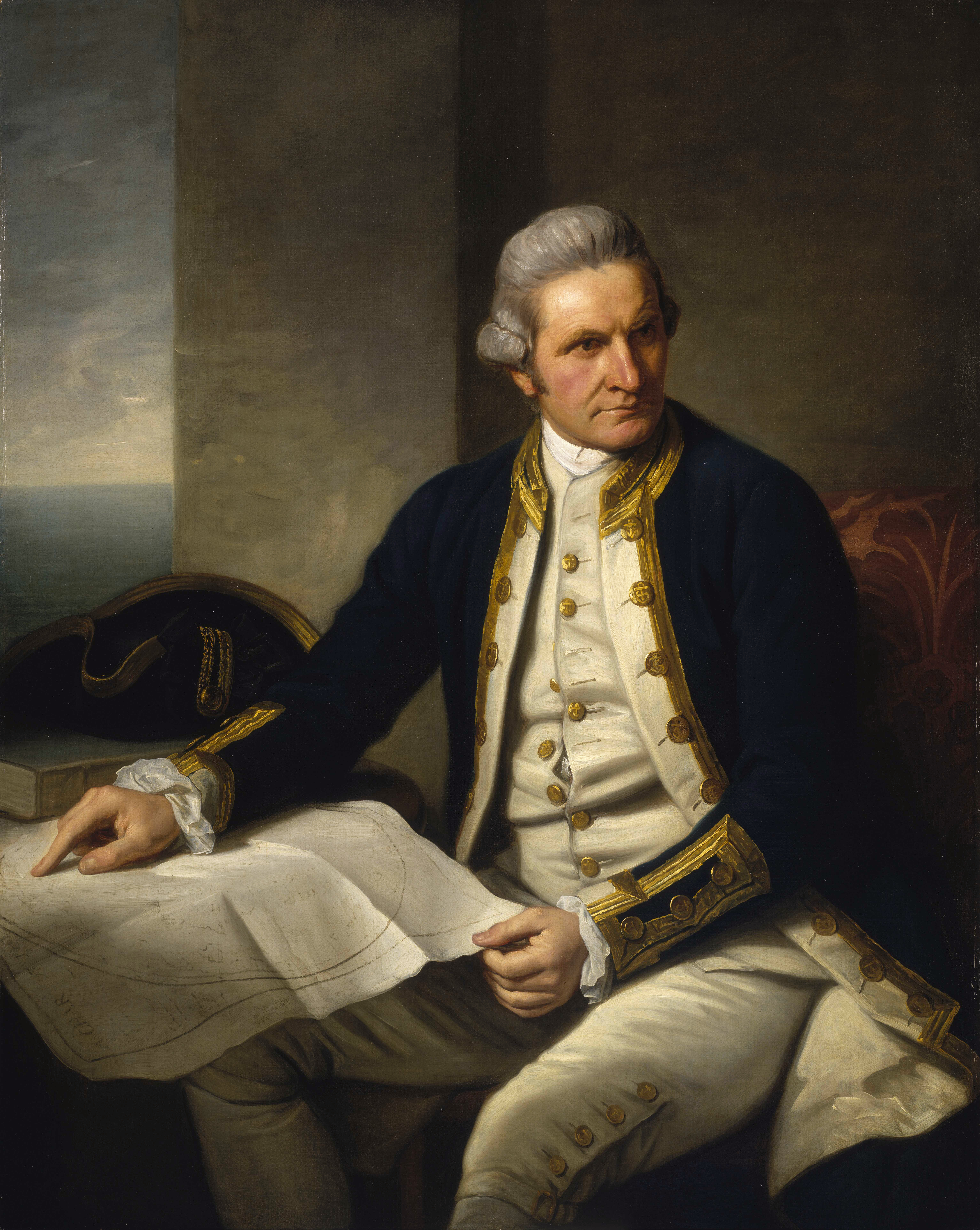
James Cook († 14. února)

- 20. ledna – David Garrick, anglický herec (* 19. února 1717)
- 3. února – Louis de Jaucourt, francouzský encyklopedista (* 16. září 1704)
- 14. února – James Cook, anglický mořeplavec (* 27. října 1728)
- 1. dubna – John Langhorne, anglický básník, kněz a překladatel (* březen 1735)
- 6. dubna – Tommaso Traetta, italský hudební skladatel (* 1727)
- 29. června – Anton Raphael Mengs, německý malíř (* 12. března 1728)
- 22. srpna – Charles Clerke, britský námořní důstojník a objevitel (* 22. srpna 1741)
- 10. listopadu – Joseph Hewes, americký politik, obchodník a významný kongresman (* 23. ledna 1730)
- 13. listopadu – Thomas Chippendale, britský výrobce nábytku (* 16. června 1718)
- 30. listopadu – Jan Lukáš Kracker, rakouský freskař a malíř (* 3. března 1719)
- 6. prosince – Jean Siméon Chardin, francouzský malíř (* 2. listopadu 1699)
- 16. prosince – Go-Momozono, japonský císař (* 5. srpna 1758)
- 28. prosince – Gennaro Manna, italský hudební skladatel a pedagog (* 12. prosince 1715)

## Hlavy států
- Francie – Ludvík XVI. (1774–1792)
- Habsburská monarchie – Marie Terezie (1740–1780)
- Osmanská říše – Abdulhamid I. (1774–1789)
- Polsko – Stanislav II. August Poniatowski (1764–1795)
- Prusko – Fridrich II. (1740–1786)
- Rusko – Kateřina II. Veliká (1762–1796)
- Španělsko – Karel III. (1759–1788)
- Švédsko – Gustav III. (1771–1792)
- Velká Británie – Jiří III. (1760–1820)
- Svatá říše římská – Josef II. (1765–1790)
- Papež – Pius VI. (1774–1799)
- Japonsko – Go-Momozono (1771–1779)